# Sidi Boumehdi
Sidi Boumehdi  (in arabo سيدي بومهدي‎?) è un centro abitato e comune rurale del Marocco situato nella provincia di Settat, regione di Casablanca-Settat. Conta una popolazione di 5 081 abitanti (censimento 2014).